# ラジオ日本交通安全キャンペーン
ラジオ日本交通安全キャンペーン（ラジオにっぽんこうつうあんぜんキャンペーン）は、アール・エフ・ラジオ日本で放送されている交通安全啓発番組である。

## 現在の協賛
- 日本テレビ小鳩文化事業団

## 特別番組
毎年、春の全国交通安全運動の期間に神奈川県警察が任命した一日警察署長が出演する特別番組を放送している。
| 回     | 年     | 開催日  | 放送日時                  | 神奈川県警察   | 一日署長             | 司会       | 備考  |
| ------ | ------ | ------- | ------------------------- | -------------- | -------------------- | ---------- | ----- |
| 第40回 | 2008年 | 4月08日 | 4月08日 火曜12:00 - 12:20 | 山手警察署     | 竹島宏               |            |       |
| 第41回 | 2009年 | 4月09日 | 4月09日 木曜13:00 - 13:20 |                |                      |            |       |
| 第42回 | 2010年 | 4月02日 | 4月02日 金曜15:00 -       |                | 北川大介             |            |       |
| 第43回 | 2011年 | 5月11日 | 5月11日 水曜12:00 -       |                |                      |            |       |
| 第44回 | 2012年 | 4月06日 | 4月06日 金曜12:00 - 12:20 |                |                      |            |       |
| 第45回 | 2013年 | 4月05日 | 4月05日 金曜12:00 - 12:20 |                |                      |            |       |
| 第46回 | 2014年 | 4月04日 | 4月04日 金曜10:40 - 11:00 | 山手警察署     | はやぶさ             |            |       |
| 第47回 | 2015年 | 5月11日 | 5月11日 月曜12:00 - 12:20 | 加賀町警察署   | 北山たけし           |            |       |
| 第46回 | 2016年 | 4月06日 | 4月06日 水曜12:00 - 12:20 | 伊勢佐木警察署 | 小金沢昇司           |            |       |
| 第49回 | 2017年 | 4月06日 | 4月06日 木曜14:40 - 15:00 | 山手警察署     | かえひろみ           |            |       |
| 第50回 | 2018年 | 4月06日 | 4月09日 月曜19:30 - 20:00 | 加賀町警察署   | 羽山みずき           | 五戸美樹   |       |
| 第51回 | 2019年 | 5月10日 | 5月13日 月曜19:30 - 20:00 | 伊勢佐木警察署 | 山田姉妹             | 五戸美樹   |       |
| 第52回 | 2020年 | 9月24日 | 9月28日 月曜18:30 - 19:00 | 山手警察署     | 大矢梨華子、高見奈央 | 五戸美樹   | [ 3 ] |
| 第53回 | 2021年 | 4月08日 | 4月12日 月曜18:30 - 19:00 | 加賀町警察署   | 鈴木瞳美             | 五戸美樹   |       |
| 第54回 | 2022年 | 4月08日 | 4月12日 火曜21:00 - 21:30 | 伊勢佐木警察署 | 瀬名葉月             | 横山明日香 |       |

主催
- 神奈川県警察
- 横浜市中区
- RFラジオ日本

協賛
- 第54回 2022年
  - 神奈川県交通安全協会
  - 厚木市交通安全対策協議会
  - 第89回横浜開港記念バザー
  - 日本テレビ小鳩文化事業団
- 第52回 2020年
  - ニッソウ
  - 日本テレビ小鳩文化事業団
- 第51回 2019年
  - 神奈川創価学会
  - 日本テレビ小鳩文化事業団
  - 第88回横浜開港記念バザー

## ミニ番組

### 概要
2008年11月時点では毎日5回、2010年8月時点では毎日3 - 4回放送されていた。その後、ストーリー仕立てのミニ番組は終了している。

### ストーリー
「天才!綾小路麗子さん!!」と「進め!検門様!」はかつて交替で放送されていた。
交通戦隊アンゼンジャー
「トラフィック戦隊アンゼンジャー」との関連はない。
天才!綾小路麗子さん!!
高飛車な大富豪のお嬢様・麗子は免許取りたての若葉マークドライバー。周りの人たちを巻き込んで毎回騒動を起こす。
進め!検門様!
水戸黄門をモチーフにしたキャストで、黄門様ならぬ“検門様”とお付きのスケさん・カクさんが街の交通安全を厳しく見守る。

### 後援
- 創価学会
- 聖教新聞（2005年ごろまで）

### 出演者
- ナレーター － 内藤博之（ラジオ日本）
- 声の出演 － 不明

## スポットCM
主に、春と秋の全国交通安全運動期間中をメインに、随時1分スポット（ナレーションは河村由美、今井伊佐男など）が放送されている。同様に、9月の防災の日前後に、ラジオ日本防災キャンペーンも行われている。

## 備考
- CBCラジオでも創価学会後援の交通安全キャンペーンが放送されているが、ナレーターの区切り音やストーリーはラジオ日本と全く異なっている。
- KBCラジオでも「博多ほのぼの劇場」というタイトルで、創価学会後援の交通安全キャンペーンが放送されているが、放送内容は全く異なっている。
- STVラジオ・東北放送・東海ラジオ・ラジオ大阪・中国放送でも別タイトルで同様の内容のスポットを放送している。